# 妇炎洁

妇炎洁产品包装外观

妇炎洁是一种在中国大陆销售的女性清洗液，由仁和药业生产，廠家聲稱該產品可用于改善霉菌性、滴虫性、非特异性阴道炎引起的带下及阴痒。

## 争议

### 夸大功效
妇炎洁产品宣传中声称可以缓解或消除妇科炎症，被指超出消毒水类产品的使用范围，以及作为非药品暗示疗效。并有医生指出，妇炎洁不应在日常使用，出现妇科症状的女性应及时就诊。
仁和药业对此发表公告澄清，妇炎洁系列产品有拥有多个剂型和规格，使用不同批准文号，遵守政府部门规定，并无夸大及虚假宣传。

### 广告宣传
妇炎洁曾长期由歌手付笛声、任静夫妇代言，广告语为 “洗洗更健康”。由于广告宣传过度，该产品广告被媒体称为“最刺耳广告”。
此外，该产品的多个广告涉嫌物化女性。2016年，妇炎洁在其洗涤液礼盒上印有“我不能洗掉你的过去，但我能洗干净你的未来”，引发了争议。2022年，其广告台词“太黑太难闻”“洗出少女粉”再次引发其侮辱女性的争议。2022年5月，妇炎洁最终为“不尊重女性”道歉，并承诺下架相关产品。